# کارین لیندبرگ
کارین لیندبرگ (سوئدی: Karin Lindberg؛ زادهٔ ۶ اکتبر ۱۹۲۹) ژیمناست هنری بازنشستهٔ اهل سوئد است.
او در مسابقات کشوری و بین‌المللی در مجموع برندهٔ ۲ مدال طلا (بازی‌های المپیک تابستانی ۱۹۵۲ و مسابقات جهانی ژیمناستیک هنری ۱۹۵۰) و یک مدال نقره (بازی‌های المپیک تابستانی ۱۹۵۶) شده‌است.